# Campeonato nacional de Estados Unidos 1941
Lista de los campeones del Campeonato nacional de Estados Unidos de 1941:

## Senior

### Individuales masculinos
Bobby Riggs vence a  Frank Kovacs, 5–7, 6–1, 6–3, 6–3

### Individuales femeninos
Sarah Palfrey Cooke vence a  Pauline Betz Addie, 7–5, 6–2

### Dobles masculinos
Jack Kramer /  Ted Schroeder vencen a  Wayne Sabin /  Gardnar Mulloy, 9–7, 6–4, 6–2

### Dobles femeninos
Sarah Palfrey Cooke /  Margaret Osborne vencen a  Dorothy Bundy /  Pauline Betz, 3–6, 6–1, 6–4

### Dobles mixto
Sarah Palfrey Cooke /  Jack Kramer vencen a  Pauline Betz /  Bobby Riggs, 4–6, 6–4, 6–4
| Predecesor: 1940 | Campeonato nacional de Estados Unidos 1941 | Sucesor: 1942 |
| Predecesor: -    | Grand Slam 1941                            | Sucesor: -    |

- Datos: Q2409886